# Аргавский белохвостый
Аргавский белохвостый (нем. Aargauer Weißschwanz) — порода голубей, выведенная в середине XX века на севере Швейцарии, в кантоне Аргау, откуда и пошло название этой породы.
Порода получена в результате скрещивания цюрхерской белохвостой, швейцарской хохлатой и саксонской белохвостой пород. Основные характеристики с момента создания — хохолок на голове и ножное оперение в форме тарелки. Острый хохолок формируется перьями от макушки до затылка. Лоб высокий, крутой. Глаза карие, с тонким, малозаметным ободком. Клюв тонкий, средней длины. Шея тонкая, средней длины, грудь умеренно широкая, округлая. Спина также умеренно широкая, с небольшим наклоном. Крылья сомкнутые, хорошо перекрывающие спину. Хвост образует прямое продолжение линии спины, относительно длинный, сомкнутый. Оперение гладкое, насчитывается 22 окраса. Размер кольца 9 мм.
Стройная элегантная птица, любящая летать.